# Idaea albarracina
Idaea albarracina là một loài bướm đêm trong họ Geometridae.